# Huisboktor
De huisboktor (Hylotrupes bajulus) is een kever uit de familie van de boktorren (Cerambycidae).

## Beschrijving
Afhankelijk van hoe goed de larve het heeft gehad, wordt de boktor ongeveer 10 tot 25 millimeter lang, en zoals alle boktorren is het lichaam langgerekt, de poten en antennes zijn dun, de antennes zijn ongeveer de helft van de lichaamslengte. De kleur is zwart, het halsschild is rond maar heeft twee bultachtige uitsteeksels, op de dekschilden zitten vooraan twee niet altijd goed zichtbare witte haarvlekken met vaak nog lichtere vlekken eromheen, ook het halsschild is behaard met kleine, witte haartjes.

## Voedsel
De boktor zelf leeft niet van hout en leeft slechts twee weken. De larve kan meer dan tien jaar oud worden voor de verpopping plaatsvindt, hoewel vier tot vijf jaar gebruikelijker is en als de omstandigheden gunstig zijn nog korter. Vanwege de lage voedingswaarde van dood hout moet de larve gedurende zijn leven een zeer grote hoeveelheid hout eten alvorens te kunnen verpoppen. De larven kunnen indien ze massaal voorkomen hele dakconstructies wegvreten. In oude gebouwen wordt de huisboktor als een gevaar gezien. Ook kunstwerken, tuinhuisjes, kasten en andere houten voorwerpen worden aangevreten, naaldhoutsoorten als vuren en grenen hebben de voorkeur.

## Voortplanting
Vrouwtjes leggen na de paring tot tweehonderd eitjes in naden van het hout, de larven komen na enkele weken tot meer dan een maand uit. Ze boren zich in het hout maar blijven de eerste tijd nog vlak onder het oppervlak zitten. Na enige jaren knaagt de larve zich dieper in het hout. Een jonge larve voor de eerste vervelling ziet eruit als een vliegenmade; wit, duidelijk gesegmenteerd en wormachtig. De gangen hebben een breedte van 4 tot 5 millimeter en als de larve gaat verpoppen is hij ongeveer 3 centimeter lang. De larve is dan uitgegroeid tot een witte, rups-achtige vorm en de voorkant is twee keer zo dik als de achterzijde, de oranjebruine kop is duidelijk zichtbaar. Na de verpopping knaagt de kever zich rond juni tot september naar buiten; de uitvliegopening is ovaal, bijna een centimeter breed en heeft gerafelde randen.